# Quasiconcha reticulata
Quasiconcha es un género monotípico de hongos de la familia Mytilinidiaceae. Su única especie es Quasiconcha reticulata.